# Zemplínska šírava
Der Zemplínska šírava (wörtlich: „Sempliner Weite“) ist ein 1961 bis 1965 erbauter, sehr beliebter Stausee in der Ostslowakei. Er liegt etwa 60 km östlich von Košice (Kaschau), nahe bei der Bezirksstadt Michalovce in der Tourismusregion Dolný Zemplín. Es handelt sich hinsichtlich des Volumens (334 Millionen m³) um den größten Stausee der Slowakei.
Der Fluss Laborec wurde 1961 bis 1965 durch den Bau einer niedrigen Talsperre zu einem See aufgestaut, der 6 bis 8 (an einigen Stellen bis zu 12) Meter tief und bei 33,5 km² Maximalfläche 11 km lang und bis zu 3,5 km breit ist, und der dem Hochwasserschutz dienen soll. Das Wasser wird für Zwecke der Industrie und der Landwirtschaft verwendet.
Die zwei bewaldeten Hügelketten, die dem großen Badesee Schutz geben, ragen aus einer fruchtbaren Ebene empor und heißen Hrádok (163 m) bzw. Biela hora (159 m). Der Bogen des Vihorlat-Gebirges schirmt den See gegen den Nordwind ab und erlaubt das wärmste Klima der Slowakei mit einer mittleren Sonnenscheindauer von 2200 Stunden im Jahr. Das Jahresmittel der Temperatur liegt bei 9–10 °C, das Tagesmittel im Juli und im August bis zu 30 °C. Die Zemplínska šírava ist einer der wenigen Badeseen der Ostslowakei, bietet zahlreiche Möglichkeiten für Wassersport und ist zu einem Zentrum des lokalen Tourismus geworden.
Im Osten der Zemplínska šírava liegt ein Schutzgebiet für Vögel mit einer ornithologischen Station. Zudem befindet sich in der Nähe der Zemplínska šírava bei der Stadt Vinné ein kleinerer See, der Vinianske jazero. Seit der Inbetriebnahme im Jahre 1966 sind an den Ufern zahlreiche Erholungsorte entstanden. Am Nordufer Hôrka (das Zentrum), Medvedia hora (besondere Lage auf einer Halbinsel), Kamenec, Paľkov. Am Westufer ist vor allem Biela hora zu nennen.